# Represa de Ribeirão das Lajes
A Represa de Ribeirão das Lajes abastece os municípios de Seropédica, Itaguaí e parte do município do Rio de Janeiro com água potável, bem como faz funcionar a hidrelétrica de Fontes Nova, a 50 quilômetros da capital estadual.